# Catocala rosea
Catocala rosea är en fjärilsart som beskrevs av Tutt 1892. Catocala rosea ingår i släktet Catocala och familjen nattflyn. Inga underarter finns listade i Catalogue of Life.